# Dihybocercus basilewskyi
Dihybocercus basilewskyi is een insectensoort uit de familie Embiidae, die tot de orde webspinners (Embioptera) behoort. De soort komt voor in Burundi.
Dihybocercus basilewskyi is voor het eerst wetenschappelijk beschreven door Ross in 1957.